# Avalanche du Québec
L'Avalanche du Québec est équipe féminine professionnelle de hockey sur glace basé à Laval au Québec au Canada ayant évolué dans la Ligue nationale féminine de hockey de 1999 à 2007.  
Auparavant, l'équipe a porté le nom des Panthères de Sainte-Julie (1999 à 2001) puis Le Cheyenne de la Métropole (2001 à 2002). L'Avalanche du Québec possède également un programme de développement hockey pour les jeunes à Montréal.

## Histoire
Lors de leur première saison en 1999-2000 es Panthères de Sainte-Julie défont le Mistral de Laval et l'Axion de Montréal en première ronde des séries éliminatoires de fin de saison et font face aux Aeros de Beatrice pour la finale à Brampton en Ontario. Lors du premier match, les Panthères reviennent au score pour créer l'égalité 2-2. Lors du match décisif, la joueuse des Aeros Cherie Piper marque en première période, ce but est décisif car les Aeros gagne 1-0. Le blanchissage va à Lauren Goldstein. La gardienne des Panthères Marie-Claude Roy est élue joueuse la plus utile pour la finale. Elle a arrêté 80 des 83 tirs adverses.
Résultats des séries  : 
- 18 mars : Panthères 2-2 Aeros
- 19 mars : Aeros 1-0 Panthères

Les Aeros de Beatrice gagne la série grâce au plus grand nombre de buts marqués.
La saison suivante en 1999-2000, Sébastien Gariépy, entraineur des Panthères, est nommé l'entraineur de l'équipe d'étoiles de la Division de l'Est  Lors de la saison 2000-2001  les Aeros de Beatrice en finale. Ces dernières remportent un deuxième championnat face à Sainte-Julie sur la base du plus grand nombre de buts marqués.
Résultats des séries :
- 18 mars : Panthères 2-2 Aeros
- 19 mars :  Aeros 8-1 Panthères

## Bilan par saisons
| Saison    | PJ | V | VP | D | BP | BC | Pts | Classement               | Séries éliminatoires |
| --------- | -- | - | -- | - | -- | -- | --- | ------------------------ | -------------------- |
| 1999-2000 |    |   |    |   |    |    |     | Termine 1re Division Est | Éliminée en finale   |
| 2000-2001 |    |   |    |   |    |    |     | Termine 2e Division Est  | Éliminée en finale   |
| 2001-2002 |    |   |    |   |    |    |     | Termine 3e Division Est  | Non qualifiée        |
| 2002-2003 |    |   |    |   |    |    |     | Termine 3e Division Est  | Non qualifiée        |
| 2003-2004 |    |   |    |   |    |    |     | Termine 3e Division Est  | Non qualifiée        |
| 2004-2005 |    |   |    |   |    |    |     | Termine 3e Division Est  | Non qualifiée        |
| 2005-2006 |    |   |    |   |    |    |     | Termine 3e Division Est  | Non qualifiée        |
| 2006-2007 |    |   |    |   |    |    |     | Termine 6e               | Non qualifiée        |

## Joueuses notables
- Marie-Andrée Joncas, gardienne
- Émilie Castonguay[5], attaquante
- Nancy Drolet (en), attaquante
- Caroline Laforge[6] attaquante
- Kim St-Pierre, gardienne
- Genevieve St-Pierre[7], gardienne